# Ser-Od Bat-Ochir
Ser-Od Bat-Ochir, dans l'ordre mongol Bat-Ochiryn Ser-Od (né le 7 octobre 1981 dans la province du Gobi et de l'Altaï) est un athlète mongol, spécialiste du marathon.

## Biographie
Ser-od représente la Mongolie aux Jeux olympiques de Londres en 2012 et en porte le drapeau lors de la cérémonie inaugurale, après les marathons olympiques de 2004 et de 2008. Son meilleur temps, record national, est de 2 h 8 min 50 s (marathon de Fukuoka, 7 décembre 2014). Il partage sa vie entre son pays et Gateshead.
Après avoir terminé 4e du marathon lors des Jeux asiatiques de 2014, il termine à la 5e place de ceux de 2018.
Il est nommé porte-drapeau de la délégation mongole aux Jeux olympiques de 2024 en compagnie de la judokate Oyuntsetsegiin Yesügen (ja).
Il participe pour la 6e fois, un record, au marathon des Jeux olympiques .
Il a participé à onze championnats du monde consécutifs depuis ceux de 2003, avec pour meilleur résultat une 19e place à Daegu en 2011.

### Records
| Épreuve       | Performance         | Lieu     | Date            |
| ------------- | ------------------- | -------- | --------------- |
| 5 000 mètres  | 14 min 12 s 86 (NR) | Toyota   | 3 avril 2021    |
| 10 000 mètres | 29 min 17 s 72 (NR) | Tajimi   | 9 octobre 2020  |
| Semi-marathon | 1 h 2 min 10 s (NR) | Marugame | 7 février 2016  |
| Marathon      | 2 h 8 min 50 s (NR) | Fukuoka  | 7 décembre 2014 |